# Andrea Dolcini
Andrea Dolcini (Livorno, ... – ...; fl. XVIII secolo) è stato un ingegnere e cartografo italiano del Granducato di Toscana.

## Biografia
Di origini livornesi, nato intorno al 1725, entrò nel corpo militare degli ingegneri del granduca Francesco Stefano di Lorena e ottenne la nomina di ingegnere del genio militare nel 1746, in seguito alla morte di Giuliano Anastagi, raggiungendo il grado di tenente.
Fu tra i principali cartografi al servizio del Consiglio di reggenza toscano, e venne impiegato dal colonnello Odoardo Warren come principale autore della Raccolta di piante delle principali città e fortezze del Granducato di Toscana, ultimata nel 1749, un'opera che contiene oltre sessanta piante minuziose di torri, fortezze e città, con dettagliate descrizioni in italiano e in francese. Dolcini si occupò in prima persona soprattutto della carta topografica della costa livornese e dell'isola di Gorgona.
Inoltre, fu autore anche della Carta della Toscana divisa nei stati fiorentino, sanese, pisano e pietrasantese, realizzata nel 1755 sempre sotto la guida del colonnello Warren, attraverso attenti rilevamenti del terreno e lo studio delle planimetrie delle fortificazioni.
Nel 1765 fu in lizza per la nomina a capitano, ma la scelta del direttore generale dell'artiglieria e delle fortificazioni Giuseppe De Baillou ricadde infine su Innocenzio Fazzi. Secondo De Baillou, l'ingegnere Dolcini «possiede la geometria, il disegno, le conoscenze teoriche del suo mestiere, ma non ha nessuna sorte di cultura». Anche lo stesso granduca Pietro Leopoldo, in occasione di una visita al corpo militare di Livorno nell'aprile 1774, osservò che «Dolcini non sa altro che copiare una pianta».
Dopo la soppressione del Genio militare nel 1777, Dolcini continuò a lavorare per l'amministrazione granducale, occupandosi di misurazioni e studi di natura idraulica. Tra il 1780 e il 1785 fu tra i professionisti al servizio di Pietro Ferroni in Valdichiana, impiegato nelle opere di bonifica.